# Ann Verdcourt
Ann Verdcourt (Luton, Inglaterra, 1934-21 de abril de 2022) fue una artista neozelandesa. Emigró a Nueva Zelanda con su cónyuge, el ceramista John Lawrence, en 1965.

## Educación
Estudió en la Luton School of Art de 1948 a 1952 y obtuvo un Diploma NDD (escultura y cerámica) en la Hornsey School of Art de Londres en 1955.

## Trayectoria
Verdcourt se dedica a la cerámica desde la década de 1950. Tras un periodo de trabajo y exposiciones en Nueva Zelanda, para una exposición en la Galería de Arte de Manawatu a principios de los años 80, titulada Still Life is Still Alive, se le pidió "que entregara un gran número de vasijas de cerámica del estilo de Morandi para que los estudiantes y el público pudieran animarse a dibujar y pintar a partir de ellas en el espacio de la galería". Este acontecimiento ha marcado su trayectoria desde entonces. Su trabajo hace referencia a muchos otros artistas y movimientos artísticos, basándose en su amplio conocimiento de la historia del arte. En su obra se pueden encontrar alusiones a todo, desde Diego Velázquez, Henri Matisse, Amedeo Modigliani y Constantin Brâncuși hasta la famosa representación en loza de la Venus de Willendorf. "Me gusta trabajar a partir de retratos; es un reto llevar la imagen a las tres dimensiones, descubrir el perfil y las vistas desconocidas". Este ha sido su fuerte: trabajar para ilustrar lo que sólo puede hacerse en tres dimensiones.

En 1992 recibe el encargo de realizar una obra para la exposición Treasures of the Underworld que formaba parte del Pabellón de Nueva Zelanda en la Exposición Universal de Sevilla de 1992. Sobre su trabajo comentó:
Mi objetivo era hacer algo sobre Cristóbal Colón, algo que atrajera a una amplia gama de personas y que se entendiera sin el uso de palabras. Después de muchas dudas y de leer muchos libros, decidí que la única manera de abordar el tema era tratarlo como una crónica del "primer viaje".

## Exposiciones
Una importante exposición de la obra de Verdcourt, Cerámica: Ann Verdcourt - una retrospectiva fue desarrollada conjuntamente por Museo Te Manawa, Palmerston North y la Galería Sarjeant, Wanganui en 2010 y realizó una gira por otras galerías de la Isla Norte. Una versión de la exposición, titulada Ann Verdcourt: Still Lives 1980 – 2007, se mostró en el Objectspace de Auckland en 2011.

## Premios
Fue la ganadora del premio 'Non- functional' por su trabajo Thoughts of Vegetation en la exposición de la Sociedad de Ceramistas de Nueva Zelanda en el Royal Easter Show en 1995. En 2003, su obra Play ganó un Premio al Mérito en los Portage Ceramic Awards, el principal evento de cerámica de Nueva Zelanda.

## Colecciones
Verdcourt cuenta con obras en las colecciones del Museo de Nueva Zelanda Te Papa Tongarewa, Wellington; en el Auckland War Memorial Museum, Auckland; en Te Manawa, Palmerston North; en Sarjeant Galería, Wanganui; en la Colección James Wallace, Auckland; en Hawke's Bay Museum, Napier; y en The Dowse Art Museum, Lower Hutt.